# Ad Melkert
Adrianus Petrus Wilhelmus (Ad) Melkert (Gouda, 12 februari 1956) is een Nederlands diplomaat, bestuurder en voormalig politicus. 
Hij was PvdA-lid van de Tweede Kamer van 1986 tot 1994 en minister van Sociale Zaken en Werkgelegenheid in het kabinet-Kok I van 1994 tot 1998 en fractievoorzitter van de PvdA in de Tweede Kamer van 1998 tot 2002. Melkert was partijleider van 2001 tot 2002 en lijsttrekker voor de Tweede Kamerverkiezingen van 2002. Melkert was later bewindvoerder bij de Wereldbank van 2002 tot 2006 en onder–administrateur van het VN-Ontwikkelingsprogramma van 2006 tot 2009 en daarna speciaal VN gezant voor Bijstandsmissie van de Verenigde Naties voor Irak van 2009 tot 2011. Van 2016 tot 2022 was hij staatsraad in buitengewone dienst.

## Jeugd en opleiding
De van huis uit rooms-katholieke kapperszoon Melkert bracht zijn jeugd door in Gouderak en ging in Gouda naar het Coornhert Gymnasium.

## Politieke carrière

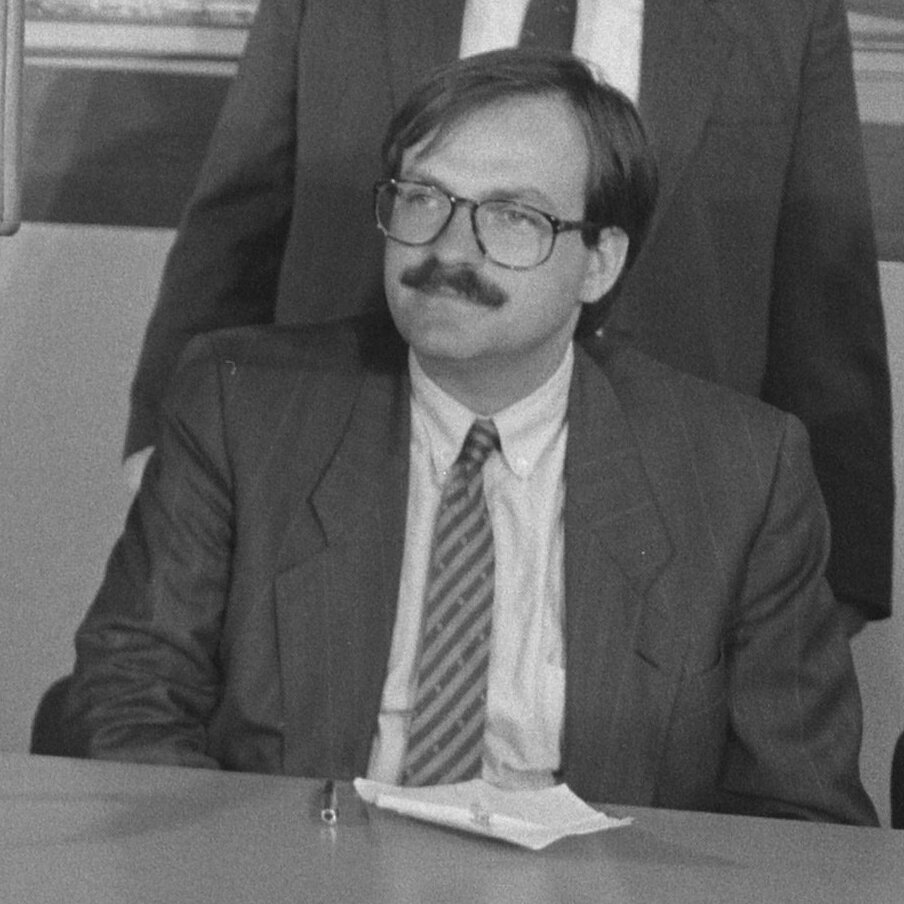
Melkert in 1988

Melkert was aanvankelijk (bestuurs)lid van de progressief-christelijke Politieke Partij Radikalen. Als lid van de Godebaldgroep was Melkert voorstander van samenwerking van de PPR met de PvdA en D66 in plaats van met de Communistische Partij van Nederland en de Pacifistisch Socialistische Partij. Hij stapte in 1981 over naar de PvdA. Hij was tot 1986 directeur interne zaken van de Novib. Van 1986 tot 1994 was hij lid van de Tweede Kamer. Hij profileerde zich toen onder meer als woordvoerder financiën en buitenlandse zaken.
Van 22 augustus 1994 tot 3 augustus 1998, tijdens het eerste kabinet-Kok, was hij minister van Sociale Zaken en Werkgelegenheid. In die periode kwam hij met een opzet om langdurig werklozen aan werk te helpen door middel van gesubsidieerde banen, in het bijzonder bij gemeenten en dergelijke instellingen, specifiek bedoeld voor langdurig werklozen, met uitzicht op een vaste baan. Deze banen werden de melkertbanen genoemd. Vanaf 13 juli 1998 tot mei 2002 was hij fractievoorzitter van de PvdA in de Tweede Kamer en voorzitter van de vaste Kamercommissie voor Inlichtingen- en Veiligheidsdiensten.
Bij de verkiezingen van 15 mei 2002 was Melkert lijsttrekker voor de PvdA en daarmee opvolger van Wim Kok. Campagneleider was het latere Kamerlid Jacques Monasch. Melkert legde in de campagne de nadruk op "samen doen", Pim Fortuyn op de "puinhopen van Paars". Berucht is het televisiedebat op de avond van de gemeenteraadsverkiezingen op 6 maart 2002, waarin Melkert Fortuyn met tegenzin feliciteerde met zijn verkiezingsoverwinning in Rotterdam.
Op 6 mei 2002, negen dagen voor de Tweede Kamerverkiezingen, werd Fortuyn vermoord, waarna alle partijen besloten de verkiezingscampagnes te stoppen. De verkiezingen gingen door en de PvdA verloor dramatisch. Terwijl de PvdA van 45 naar 23 zetels ging behaalde de LPF 26 zetels.
Na deze uitslag trad Melkert af als partijleider en verliet hij de actieve Nederlandse politiek. In mei 2006, vier jaar na de moord op Pim Fortuyn, vertelde Melkert in het televisieprogramma van oud-politicus Paul Rosenmöller te hebben gefaald in de verkiezingsstrijd van 2002. Hij zou zich 'te veel in de toren van de bestuurder te hebben verschanst', waardoor zijn optreden iets bevoogdends kreeg, 'iets dat de kiezer totaal niet aansprak'.

## Diplomatieke carrière

### Wereldbank
Na zijn vertrek werd Melkert Nederlands bewindvoerder bij de Wereldbank in Washington D.C.

### UNDP
In januari 2006 werd bekend dat hij de tweede man zou worden bij het Verenigde Naties-Ontwikkelingsprogramma (UNDP), het ontwikkelingsprogramma van de Verenigde Naties. Eerder was Melkert nog in de race om de nieuwe directeur van de UNDP te worden, de keus viel toen echter op de Turk Kemal Derviş. De UNDP wordt daarmee officieel door Kemal Derviş geleid, die zich echter een ceremoniële rol heeft toebedacht. Melkert is daardoor in de praktijk het hoofd van de UNDP, een organisatie met een budget van vijf miljard dollar en kantoren in 166 landen.
In 2007 dook Melkerts naam op in een kwestie betreffende de president van de Wereldbank, Paul Wolfowitz. Er was hevige kritiek op Wolfowitz omdat hij zijn vriendin Shaha Ali Riza een exceptioneel hoge promotie en salarisverhoging gegeven zou hebben. De Wall Street Journal, in een opiniestuk over de kwestie waarin Wolfowitz grotendeels werd vrijgepleit, concludeerde dat Melkert, als lid van de ethische commissie van de Wereldbank, een 'buitengewone laffe rol' lijkt te hebben gespeeld.
De Ethische Commissie had echter geen zeggenschap over personeelszaken en gaf slechts het advies door aan de persoon die dat wél had. In een later artikel in The Washington Post wordt Melkert opgevoerd als iemand die als enige doel had zijn verantwoordelijkheid te ontlopen. Melkert zou echter niet verantwoordelijk zijn voor de uitvoering van het advies, zoals de hoogte van de promotie en de salarisverhoging.
In 2007 waarschuwde Tony Shkurtaj, van november 2004 tot september 2006 leider van de UNDP-missie in Noord-Korea, naar eigen zeggen in e-mails en memo's dat er miljoenen dollars aan hulpgelden naar het communistische regime van dat land vloeiden zonder dat UNDP enig zicht had op de besteding van het geld. Een van Shkurtajs gewaarschuwde meerderen zou Ad Melkert zijn geweest. Uit New York kwam echter geen enkele reactie, beweerde Shkurtaj, waarna hij aanklopte bij de toenmalige Amerikaanse ambassadeur bij de VN, John Bolton. De Amerikanen eisten inzage in de accountantsrapporten van de UNDP-programma's in Noord-Korea. De problemen rond Noord-Korea speelden al voor de komst van Melkert bij de UNDP, maar Bolton en andere Amerikaanse conservatieven verweten Melkert dat hij er niet tegen was opgetreden. Ze bekritiseerden hem openlijk en zochten zijn vertrek. Shkurtajs tijdelijke contract werd niet verlengd. Deze beëindiging werd door Melkert als een reguliere gang van zaken bestempeld, Shkurtaj zelf wilde bescherming als klokkenluider. Er werd een interne onderzoekscommissie op de zaak gezet, onder leiding van de Hongaarse oud-premier Miklós Németh. De commissie maakte op 2 juni 2008 haar rapport bekend. Hierin werden Melkert en de UNDP vrijgepleit van de ernstigste beschuldigingen van roekeloos boekhouden en een doofpotcultuur bij het UNDP.

### VN-gezant voor Irak

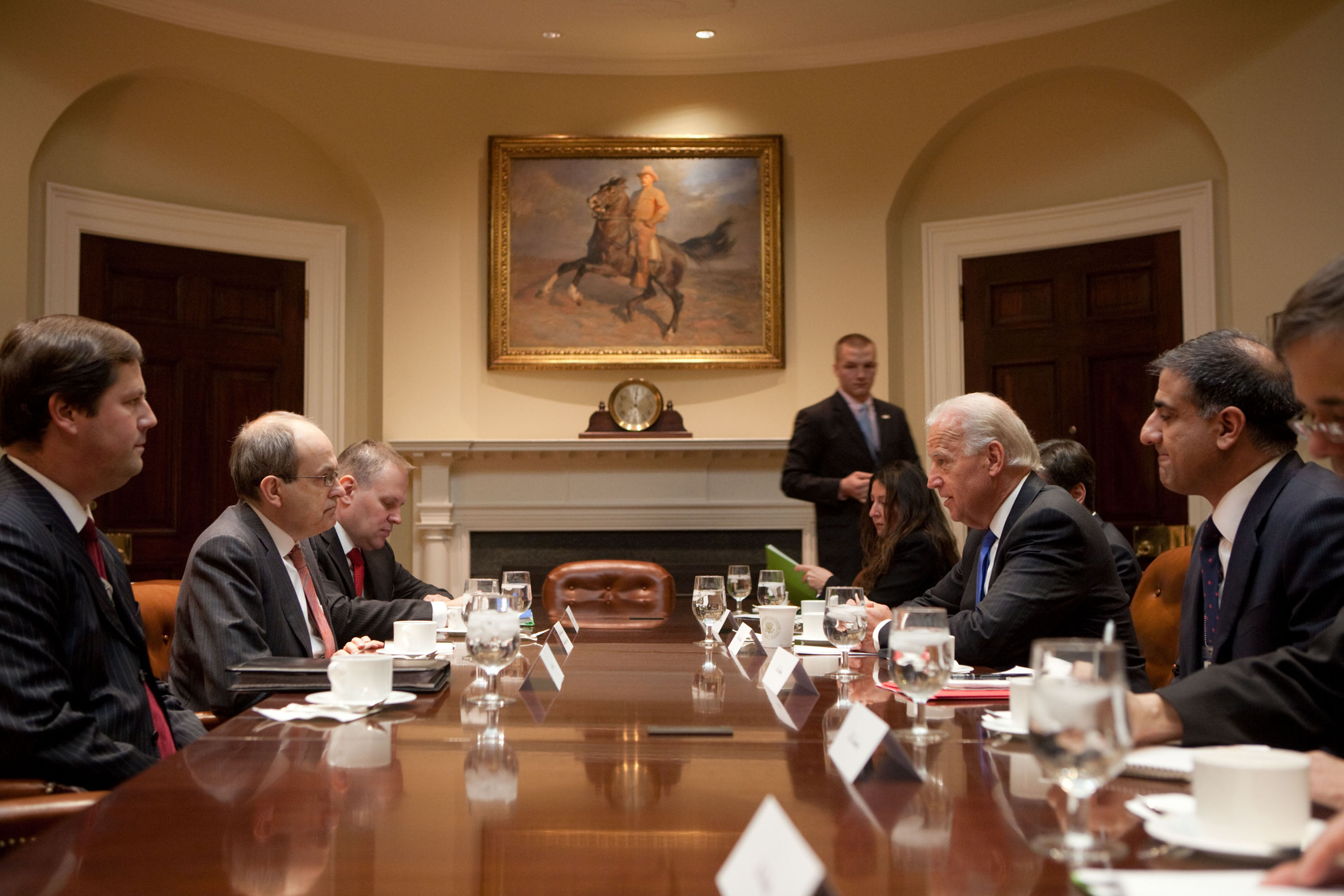
Melkert als VN-vertegenwoordiger in gesprek met toenmalig vicepresident van de Verenigde Staten Joe Biden (2010)

In juli 2009 werd Melkert Speciale Vertegenwoordiger van de Secretaris-generaal van de Verenigde Naties Ban Ki-moon en hoofd van UNAMI, de VN-missie in Irak. Daarmee volgde hij Staffan de Mistura op, die deze functie sinds september 2007 had bekleed.
Op 19 oktober 2010 werd er op een VN-konvooi met daarin Melkert een aanslag gepleegd. Melkert bleef daarbij ongedeerd.
Op 1 oktober 2011 werd Melkert opgevolgd door de Duitser Martin Kobler, voorheen VN-gezant voor Afghanistan.

### Kandidatuur ILO
In december 2011 werd Melkert door het kabinet-Rutte I voorgedragen als kandidaat voor de post van directeur-generaal van de Internationale Arbeidsorganisatie (ILO), als opvolger van de Chileen Juan Somavía. Op 12 maart 2012 maakte de ILO bekend dat Melkert een van de 9 kandidaten is voor de post, die echter op 28 mei is toegewezen aan de Brit Guy Ryder.

## PvdA-commissie
Op 27 november 2012 maakte Hans Spekman bekend dat Melkert voorzitter is van een commissie die moet onderzoeken welke aanpassingen nodig zijn in de Nederlandse economie om de crisis te boven te komen. Het is de eerste binnenlandse klus van Melkert sinds zijn vertrek uit de Nederlandse politiek.

## Raad van State
Melkert werd in 2016 benoemd tot staatsraad in buitengewone dienst in de Afdeling advisering van de Raad van State. Na twee termijnen van drie jaar nam hij in 2022 afscheid als staatsraad, maar hij bleef voor de Afdeling advisering wel als adviseur verbonden aan de Raad van State. Hij werd voorzitter van een klankbordgroep voor het onafhankelijk begrotingstoezicht en de advisering over de Miljoenennota.

## Bestuurlijke carrière

### ADO Den Haag
Per februari 2018 werd Melkert voorzitter van de Raad van Commissarissen van voetbalclub ADO Den Haag. In oktober 2019 stapte hij uit de RvC.

### Koepelorganisatie ziekenhuizen
Op 29 augustus 2018 kozen de leden van de koepelorganisatie ziekenhuizen Melkert per 1 december dat jaar als voorzitter van de Nederlandse Vereniging van Ziekenhuizen (NVZ), als opvolger van Yvonne van Rooy.

## Persoonlijk
Ad Melkert is gescheiden en vader van twee kinderen.

## Bijnaam
Onder VVD'ers had Melkert de bijnaam Rupsje Nooitgenoeg, omdat hij als minister én als fractievoorzitter altijd het onderste uit de kan probeerde te halen. "Inderdaad, ik ben nooit tevreden", zei Melkert daar zelf eens over. Hij gold daarbij als een koele rekenaar en een geslepen vos, vandaar dat hij door collega-politici ook wel Sluwe Ad werd genoemd.
- Gemeinsame Normdatei: 128382880
- International Standard Name Identifier: 0000 0000 7869 9385
- Library of Congress Control Number: n2003096965
- Nederlandse Thesaurus van Auteursnamen: 071866574
- Parlement.com: vg09llobysxy
- Virtual International Authority File: 1849974
- WorldCat: E39PBJjmVFxPGGkGHdPBp8WRrq